# Straža na Drini
 (juin 2018).
Straža na Drini (litt. « Garde sur la Drina ») est un film documentaire de guerre réalisé par Branko Marjanović (en) et sorti en 1942. Il est composé d'épisodes de films d'actualité enregistrés chaque semaine par les Oustachis. Avec de nombreux autres films, il reçoit un diplôme de bronze à la Mostra de Venise 1942 (en), à laquelle n'ont assisté que les pays de l'Axe —un festival peu considéré par la suite, puisqu'il ne s'est pas déroulé à Venise.